# Warner (biskup włocławski)
Warner (XII wiek) – biskup włocławski wzmiankowany w bulli Eugeniusza III z dnia 4 kwietnia 1148 zatwierdzającej granice diecezji włocławskiej (kujawskiej) ustalone ponad 20 lat wcześniej przez legata papieskiego kardynała Idziego z Tusculum. Prawdopodobnie Niemiec z pochodzenia. Nie wiadomo kiedy objął rządy w diecezji włocławskiej (być może już ok. 1135) ani jak długo je sprawował. Jego następca, Onold, jest poświadczony po raz pierwszy w 1161 roku.
Część współczesnych historyków utożsamia go z Wernerem, biskupem płockim w latach 1156-1170. Identyfikacja ta, jakkolwiek możliwa, nie jest jednak poparta żadnym pozytywnym przekazem źródłowym.